# Жоакім Лафосс
Жоакі́м Лафо́сс (фр. Joachim Lafosse; нар. 18 січня 1975, Уккел, Бельгія) — бельгійський кінорежисер і сценарист.

## Біографія та кар'єра
Жоакім Лафосс народився 18 січня 1975 року в Уккелі, Бельгія. У 1997—2001 роках навчався в Інституті мистецтва мовлення (фр. Institut des arts de diffusion, IAD) в Лувен-ла-Нев. Його дипломна робота, 24-хвилинний фільм «Плем'я» (фр. Tribu) здобув перемогу в конкурсі короткометражних фільмів на Міжнародному кінофестивалі франкомовного кіно в Намюрі у 2001 році.
Після першого повнометражного художнього фільму «Приватне безумство» (2004) другий фільм Жоакіма Лафосса «Що робить тебе щасливим» здобув Гран-прі на кінофестивалі в Анже 2007 року та Приз ФІПРЕССІ на Братиславському міжнародному кінофестивалі. У 2006-му режисер поставив сімейну драму «Приватна власність» за участю Ізабель Юппер, а також Жеремі і Янніка Реньє. Фільм змагався за Золотого лева Венеційського міжнародного кінофестивалю 2006 року.
У 2008 році Жоакім Лафосс знімає фільм «Приватні уроки», який було номіновано у двох категоріях на здобуття бельгійської національної кінопремії «Магрітт» — за найкращу режисерську роботу та найкращий сценарій. У 2012 році вийшов фільм Лафосса «Після кохання», в основу якої лягла реальна справа дітовбивці Женев'єви Лермітт(фр.), з Тахаром Рахімом, Емілі Дек'єнн і Нільсом Ареструпом у головних ролях. Фільм брав участь у програмі «Особливий погляд» на Каннському фестивалі 2012 року та був обраний від Бельгії для участі у змаганні за найкращий фільм іноземною мовою на 85-й церемонії «Оскара», але не пройшов у фінал. Стрічку було також номіновано у семи категорія на нагороди премії «Магрітт» 2013 року, зокрема як найкращий фільм та за найкращу режисуру Жоакіма Лафосса.
У жовтні 2010 року Жоакім Лафосс очолював журі програми повнометражних фільмів 25-го Міжнародного кінофестивалю франкомовного кіно в Намюрі; у грудні 2015 був головою журі 15-го Міжнародного кінофестивалю в Марракеші.

## Фільмографія
| Рік  |     | Назва українською       | Оригінальна назва     | Режисер | Сценарист |
| ---- | --- | ----------------------- | --------------------- | ------- | --------- |
| 2000 | к/м | Плем'я                  | Tribu                 | Так     | Так       |
| 2004 |     | Приватне безумство      | Folie privée          | Так     | Так       |
| 2006 |     | Що робить тебе щасливим | Ça rend heureux       | Так     | Так       |
| 2006 |     | Приватна власність      | Nue propriété         | Так     | Так       |
| 2008 |     | Приватні уроки          | Élève libre           | Так     | Так       |
| 2012 |     | Після кохання           | À perdre la raison    | Так     | Так       |
| 2015 |     | Білі лицарі             | Les chevaliers blancs | Так     | Так       |
| 2016 |     | Економіка пари          | L'Économie du couple  | Так     | Так       |

## Визнання
| Нагороди та номінації Жоакіма Лафосса                 | Нагороди та номінації Жоакіма Лафосса                                  | Нагороди та номінації Жоакіма Лафосса | Нагороди та номінації Жоакіма Лафосса |
| Рік                                                   | Категорія                                                              | Фільм                                 | Результат                             |
| ----------------------------------------------------- | ---------------------------------------------------------------------- | ------------------------------------- | ------------------------------------- |
| Кінофестиваль короткометражних фільмів у Вандомі      |                                                                        |                                       |                                       |
| 2001                                                  | Гран-прі                                                               | Плем'я                                | Перемога                              |
| Міжнародний кінофестиваль франкомовного кіно в Намюрі |                                                                        |                                       |                                       |
| 2001                                                  | Найкращий короткометражний фільм                                       | Плем'я                                | Перемога                              |
| Братиславський міжнародний кінофестиваль              |                                                                        |                                       |                                       |
| 2004                                                  | Гран-прі                                                               | Приватне безумство                    | Номінація                             |
| 2004                                                  | Приз ФІПРЕССІ                                                          | Приватне безумство                    | Перемога                              |
| Міжнародний кінофестиваль у Локарно                   |                                                                        |                                       |                                       |
| 2004                                                  | Золотий леопард                                                        | Приватне безумство                    | Номінація                             |
| 2006                                                  | Золотий леопард                                                        | Що робить тебе щасливим               | Номінація                             |
| Венеційський міжнародний кінофестиваль                |                                                                        |                                       |                                       |
| 2006                                                  | Золотий лев                                                            | Приватна власність                    | Номінація                             |
| 2006                                                  | Спеціальна згадка журі Всесвітньої католицької асоціації з комунікацій | Приватна власність                    | Перемога                              |
| Премія Андре Каванса                                  |                                                                        |                                       |                                       |
| 2007                                                  | Найкращий бельгійський фільм                                           | Приватна власність                    | Перемога                              |
| 2012                                                  | Найкращий бельгійський фільм                                           | Після кохання                         | Перемога                              |
| Премія «Магрітт»                                      |                                                                        |                                       |                                       |
| 2011                                                  | Найкращий режисер                                                      | Приватні уроки                        | Номінація                             |
| 2011                                                  | Найкращий сценарій (разом з Франсуа Піро)                              | Приватні уроки                        | Номінація                             |
| 2013                                                  | Найкращий фільм                                                        | Після кохання                         | Перемога                              |
| 2013                                                  | Найкращий режисер                                                      | Після кохання                         | Перемога                              |
| 2013                                                  | Найкращий сценарій (разом з Матьє Рейнартом)                           | Після кохання                         | Номінація                             |
| 2017                                                  | Найкращий режисер                                                      | Економіка пари                        | Номінація                             |
| 2017                                                  | Премія «Магрітт» за найкращий оригінальний або адаптований сценарій    | Економіка пари                        | Номінація                             |
| Каннський міжнародний кінофестиваль                   |                                                                        |                                       |                                       |
| 2012                                                  | Приз програми «Особливий погляд»                                       | Після кохання                         | Номінація                             |
| Премія Сезар                                          |                                                                        |                                       |                                       |
| 2013                                                  | Найкращий фільм іноземною мовою                                        | Після кохання                         | Номінація                             |
| Міжнародний кінофестиваль у Сан-Себастьяні            |                                                                        |                                       |                                       |
| 2015                                                  | Золота мушля за найкращий фільм                                        | Білі лицарі                           | Номінація                             |
| 2015                                                  | Срібна мушля найкращому режисеру                                       | Білі лицарі                           | Перемога                              |